# Herennia gagamba
Espèce
Statut de conservation UICN

 VU B1ab(i,ii,iii) : Vulnérable
Herennia gagamba est une espèce d'araignées aranéomorphes de la famille des Araneidae.

## Distribution
Cette espèce est endémique de Luçon aux Philippines.

## Description
La femelle holotype mesure 13,6 mm, les femelles mesurent de 10,4 à 15,5 mm.

## Systématique et taxinomie
Cette espèce a été décrite par Kuntner en 2005.

## Étymologie
Cette espèce est nommée en référence au mot araignée en tagalog.

## Publication originale
- Kuntner, 2005 : « A revision of Herennia (Araneae:Nephilidae:Nephilinae), the Australasian coin spiders. » Invertebrate Systematics, vol. 19, no 5, p. 391–436.